# La Liga de 2019–20
A La Liga de 2019–20 (conhecida como La Liga Santander por razões de patrocínio) foi a 89ª edição da La Liga. O Barcelona foi o detentor do título, mas o campeão foi o Real Madrid, que conquistou o seu 34º título.
Em 12 de março de 2020, a La Liga e a Segunda División foram suspensas por ao menos duas semanas, devido à Pandemia de COVID-19 na Espanha, depois de um jogador do Real Madrid Baloncesto testar positivo para o vírus, que resultou em quarentena dos jogadores do Real Madrid. A liga foi suspensa em 23 de março e retornou em 11 de junho.

## Regulamento
Os 20 clubes se enfrentam em jogos de ida e volta no sistema de pontos corridos. O clube que somar o maior número de pontos será declarado campeão.
Além do campeão, o 2º, 3º e 4º colocados ganham vagas na UEFA Champions League. Já o 5º colocado terá vaga na UEFA Europa League, enquanto o 6º colocado disputará a preliminar.
Por outro lado, os três piores clubes da La Liga serão rebaixados à Segunda Divisão Espanhola.

### Critérios de desempate
Em caso de empate entre dois clubes, os critérios serão:
1. Confronto direto
2. Saldo de gols
3. Gols marcados.

Mas se o empate envolver três ou mais clubes, os critérios de desempate serão:
1. Confronto direto entre as equipes envolvidas
2. Saldo de gols apenas nos jogos entre as equipes envolvidas
3. Saldo de gols no campeonato
4. Gols marcados no campeonato
5. Clube com melhor fair play.[5]

## Promovidos e rebaixados
| Pos. | Rebaixados da 1.ª Divisão |
| ---- | ------------------------- |
| 18°  | Girona                    |
| 19°  | Huesca                    |
| 20°  | Rayo Vallecano            |

| Pos. | Promovidos da La Liga 1\|2\|3 |
| ---- | ----------------------------- |
| 1º   | Osasuna                       |
| 2º   | Granada                       |
| 5º   | Mallorca (play-offs)          |

## Participantes
Atlético Madrid

Getafe

Leganés

Real Madrid
| Nº de equipes | Comunidade autónoma   | Equipes                                           |
| ------------- | --------------------- | ------------------------------------------------- |
| 4             | Comunidade de Madrid  | Atlético de Madrid, Getafe, Leganés e Real Madrid |
| 4             | País Basco            | Athletic Bilbao, Alavés, Eibar e Real Sociedad    |
| 3             | Comunidade Valenciana | Levante, Valencia e Villarreal                    |
| 3             | Andaluzia             | Granada, Betis e Sevilla                          |
| 2             | Catalunha             | Barcelona e Espanyol                              |
| 1             | Castela e Leão        | Real Valladolid                                   |
| 1             | Galiza                | Celta de Vigo                                     |
| 1             | Ilhas Baleares        | Mallorca                                          |
| 1             | Navarra               | Osasuna                                           |

| Equipe             | Cidade           | Treinador                   | Estádio (mando)        | Capacidade | Títulos        | Material Esportivo |
| ------------------ | ---------------- | --------------------------- | ---------------------- | ---------- | -------------- | ------------------ |
| Alavés             | Vitoria-Gasteiz  | Juan Muñiz                  | Mendizorroza           | 19.840     | 0 (não possui) | Kelme              |
| Athletic Bilbao    | Bilbau           | Gaizka Garitano             | San Mamés              | 53.000     | 8              | New Balance        |
| Atlético de Madrid | Madrid           | Diego Simeone               | Wanda Metropolitano    | 68.000     | 10             | Nike               |
| Barcelona          | Barcelona        | Quique Setién               | Camp Nou               | 99.354     | 26             | Nike               |
| Betis              | Sevilha          | Alexis Trujillo (interino)  | Benito Villamarín      | 60.721     | 1              | Kappa              |
| Celta de Vigo      | Vigo             | Óscar García                | Abanca-Balaídos        | 29.000     | 0 (não possui) | Adidas             |
| Eibar              | Eibar            | Mendilibar                  | Ipurua                 | 7.083      | 0 (não possui) | Joma               |
| Espanyol           | Barcelona        | Francisco Rufete (interino) | Cornellà-El Prat       | 40.000     | 0 (não possui) | Joma               |
| Getafe             | Getafe           | Pepe Bordalás               | Coliseum Alfonso Pérez | 17.000     | 0 (não possui) | Joma               |
| Granada            | Granada          | Diego Martínez              | Nuevo Los Cármenes     | 18.000     | 0 (não possui) | Erreà              |
| Leganés            | Leganés          | Javier Aguirre              | Butarque               | 11.450     | 0 (não possui) | Joma               |
| Levante            | Valência         | Paco López                  | Ciutat de València[a]  | 26.354     | 0 (não possui) | Macron             |
| Mallorca           | Palma de Maiorca | Vicente Moreno              | Son Moix               | 23.142     | 0 (não possui) | Umbro              |
| Osasuna            | Pamplona         | Jagoba Arrasate             | El Sadar               | 18.375     | 0 (não possui) | Hummel             |
| Real Madrid        | Madrid           | Zinédine Zidane             | Santiago Bernabéu[b]   | 81.044     | 33             | Adidas             |
| Real Sociedad      | San Sebastián    | Imanol Alguacil             | Reale Arena            | 32.000     | 2              | Macron             |
| Real Valladolid    | Valladolid       | Sergio González             | José Zorrilla          | 26.512     | 0 (não possui) | Hummel             |
| Sevilla            | Sevilha          | Julen Lopetegui             | Ramón Sánchez Pizjuán  | 42.714     | 1              | Nike               |
| Valencia           | Valência         | Voro (interino)             | Mestalla               | 49.500     | 6              | Puma               |
| Villarreal         | Vila-real        | Javier Calleja              | La Cerámica            | 23.500     | 0 (não possui) | Joma               |

- a ^  O Levante joga no estádio Camilo Cano, em La Nucia, enquanto as obras em seu estádio principal são realizadas.
- b ^  O Real Madrid joga no Estádio Alfredo Di Stéfano enquanto as obras em seu estádio principal são realizadas.

### Mudança de treinadores
| Clube         | Antecessor          | Motivo                | Data da vaga           | Pos           | Sucessor                    | Data da nomeação       |
| ------------- | ------------------- | --------------------- | ---------------------- | ------------- | --------------------------- | ---------------------- |
| Betis         | Quique Setién       | Consenso mútuo        | 19 de maio de 2019     | Pré-temporada | Rubi                        | 6 de junho de 2019     |
| Alavés        | Abelardo Fernández  | Resignado             | 20 de maio de 2019     | Pré-temporada | Asier Garitano              | 21 de maio de 2019     |
| Sevilla       | Joaquín Caparrós    | Fim de contrato       | 23 de maio de 2019     | Pré-temporada | Julen Lopetegui             | 4 de junho de 2019     |
| Espanyol      | Rubi                | Contratado pelo Betis | 6 de junho de 2019     | Pré-temporada | David Gallego               | 6 de junho de 2019     |
| Valencia      | Marcelino           | Demitido              | 11 de setembro de 2019 | 10º           | Albert Celades              | 11 de setembro de 2019 |
| Espanyol      | David Gallego       | Demitido              | 7 de outubro de 2019   | 19º           | Pablo Machín                | 7 de outubro de 2019   |
| Leganés       | Mauricio Pellegrino | Resignado             | 21 de outubro de 2019  | 20º           | Javier Aguirre              | 4 de novembro de 2019  |
| Celta de Vigo | Fran Escribá        | Demitido              | 3 de novembro de 2019  | 18º           | Óscar García                | 4 de novembro de 2019  |
| Espanyol      | Pablo Machín        | Demitido              | 23 de dezembro de 2019 | 20º           | Abelardo                    | 27 de dezembro de 2019 |
| Barcelona     | Ernesto Valverde    | Demitido              | 13 de janeiro de 2020  | 1º            | Quique Setién               | 13 de janeiro de 2020  |
| Betis         | Rubi                | Demitido              | 21 de junho de 2020    | 14º           | Alexis Trujillo (interino)  | 21 de junho de 2020    |
| Espanyol      | Abelardo            | Demitido              | 27 de junho de 2020    | 20º           | Francisco Rufete (interino) | 27 de junho de 2020    |
| Valencia      | Albert Celades      | Demitido              | 29 de junho de 2020    | 8ª            | Voro (interino)             | 29 de junho de 2020    |
| Alavés        | Asier Garitano      | Demitido              | 5 de julho de 2020     | 15ª           | Juan Muñiz                  | 5 de julho de 2020     |

## Classificação
| Pos | Equipe             | Pts | J  | V  | E  | D  | GP | GC | SG  | Classificação ou descenso                                   |
| --- | ------------------ | --- | -- | -- | -- | -- | -- | -- | --- | ----------------------------------------------------------- |
| 1   | Real Madrid (C)    | 87  | 38 | 26 | 9  | 3  | 70 | 25 | +45 | Fase de grupos da Liga dos Campeões da UEFA de 2020–21      |
| 2   | Barcelona          | 82  | 38 | 25 | 7  | 6  | 86 | 38 | +48 | Fase de grupos da Liga dos Campeões da UEFA de 2020–21      |
| 3   | Atlético de Madrid | 70  | 38 | 18 | 16 | 4  | 51 | 27 | +24 | Fase de grupos da Liga dos Campeões da UEFA de 2020–21      |
| 4   | Sevilla            | 70  | 38 | 19 | 13 | 6  | 54 | 34 | +20 | Fase de grupos da Liga dos Campeões da UEFA de 2020–21      |
| 5   | Villarreal         | 60  | 38 | 18 | 6  | 14 | 63 | 49 | +14 | Fase de grupos da Liga Europa da UEFA de 2020–21            |
| 6   | Real Sociedad      | 56  | 38 | 16 | 8  | 14 | 56 | 48 | +8  | Fase de grupos da Liga Europa da UEFA de 2020–21            |
| 7   | Granada            | 56  | 38 | 16 | 8  | 14 | 52 | 45 | +7  | Segunda pré-eliminatória da Liga Europa da UEFA             |
| 8   | Getafe             | 54  | 38 | 14 | 12 | 12 | 43 | 37 | +6  |                                                             |
| 9   | Valencia           | 53  | 38 | 14 | 11 | 13 | 46 | 53 | −7  |                                                             |
| 10  | Osasuna            | 52  | 38 | 13 | 13 | 12 | 46 | 54 | −8  |                                                             |
| 11  | Athletic Bilbao    | 51  | 38 | 13 | 12 | 13 | 41 | 38 | +3  |                                                             |
| 12  | Levante            | 49  | 38 | 14 | 7  | 17 | 47 | 53 | −6  |                                                             |
| 13  | Valladolid         | 42  | 38 | 9  | 15 | 14 | 32 | 43 | −11 |                                                             |
| 14  | Eibar              | 42  | 38 | 11 | 9  | 18 | 39 | 56 | −17 |                                                             |
| 15  | Betis              | 41  | 38 | 10 | 11 | 17 | 48 | 60 | −12 |                                                             |
| 16  | Alavés             | 39  | 38 | 10 | 9  | 19 | 34 | 59 | −25 |                                                             |
| 17  | Celta de Vigo      | 37  | 38 | 7  | 16 | 15 | 37 | 49 | −12 |                                                             |
| 18  | Leganés (R)        | 36  | 38 | 8  | 12 | 18 | 30 | 51 | −21 | Zona de rebaixamento à Segunda Divisão Espanhola de 2020–21 |
| 19  | Mallorca (R)       | 33  | 38 | 9  | 6  | 23 | 40 | 65 | −25 | Zona de rebaixamento à Segunda Divisão Espanhola de 2020–21 |
| 20  | Espanyol (R)       | 25  | 38 | 5  | 10 | 23 | 27 | 58 | −31 | Zona de rebaixamento à Segunda Divisão Espanhola de 2020–21 |

1. ↑  A Copa del Rey de 2019–20 foi adiada devido à pandemia de COVID-19 na Espanha e não pôde ser concluída até o prazo de inscrição da UEFA em 3 de agosto de 2020. Portanto, a final não será disputada antes do prazo final. Por isso, o quinto e o sexto colocado desta edição entrarão na fase de grupos da Liga Europa, enquanto o sétimo colocado disputará a segunda pré-eliminatória da mesma competição.[30]

## Confrontos
| Mandante \ Visitante | ALA | ATH | ATM | BAR | CEL | EIB | ESP | GET | GRA | LEG | LEV | MLL | OSA | BET | RMA | RSO | SEV | VAL | VLL | VIL |
| -------------------- | --- | --- | --- | --- | --- | --- | --- | --- | --- | --- | --- | --- | --- | --- | --- | --- | --- | --- | --- | --- |
| Alavés               | —   | 2–1 | 1–1 | 0–5 | 2–0 | 2–1 | 0–0 | 0–0 | 0–2 | 1–1 | 1–0 | 2–0 | 0–1 | 1–1 | 1–2 | 2–0 | 0–1 | 1–1 | 3–0 | 1–2 |
| Athletic Bilbao      | 2–0 | —   | 1–1 | 1–0 | 1–1 | 0–0 | 3–0 | 0–2 | 2–0 | 0–2 | 2–1 | 3–1 | 0–1 | 1–0 | 0–1 | 2–0 | 1–2 | 0–1 | 1–1 | 1–0 |
| Atlético de Madrid   | 2–1 | 2–0 | —   | 0–1 | 0–0 | 3–2 | 3–1 | 1–0 | 1–0 | 0–0 | 2–1 | 3–0 | 2–0 | 1–0 | 0–0 | 1–1 | 2–2 | 1–1 | 1–0 | 3–1 |
| Barcelona            | 4–1 | 1–0 | 2–2 | —   | 4–1 | 5–0 | 1–0 | 2–1 | 1–0 | 2–0 | 2–1 | 5–2 | 1–2 | 5–2 | 0–0 | 1–0 | 4–0 | 5–2 | 5–1 | 2–1 |
| Celta de Vigo        | 6–0 | 1–0 | 1–1 | 2–2 | —   | 0–0 | 1–1 | 0–1 | 0–2 | 1–0 | 2–3 | 2–2 | 1–1 | 1–1 | 1–3 | 0–1 | 2–1 | 1–0 | 0–0 | 0–1 |
| Eibar                | 0–2 | 2–2 | 2–0 | 0–3 | 2–0 | —   | 1–2 | 0–1 | 3–0 | 0–0 | 3–0 | 1–2 | 0–2 | 1–1 | 0–4 | 1–2 | 3–2 | 1–0 | 3–1 | 2–1 |
| Espanyol             | 2–0 | 1–1 | 1–1 | 2–2 | 0–0 | 0–2 | —   | 1–1 | 0–3 | 0–1 | 1–3 | 1–0 | 2–4 | 2–2 | 0–1 | 1–3 | 0–2 | 1–2 | 0–2 | 0–1 |
| Getafe               | 1–1 | 1–1 | 0–2 | 0–2 | 0–0 | 1–1 | 0–0 | —   | 3–1 | 2–0 | 4–0 | 4–2 | 0–0 | 1–0 | 0–3 | 2–1 | 0–3 | 3–0 | 2–0 | 1–3 |
| Granada              | 3–0 | 4–0 | 1–1 | 2–0 | 0–0 | 1–2 | 2–1 | 2–1 | —   | 1–0 | 1–2 | 1–0 | 1–0 | 1–0 | 1–2 | 1–2 | 0–1 | 2–2 | 2–1 | 0–1 |
| Leganés              | 1–1 | 1–1 | 0–1 | 1–2 | 3–2 | 1–2 | 2–0 | 0–3 | 0–0 | —   | 1–2 | 1–0 | 0–1 | 0–0 | 2–2 | 2–1 | 0–3 | 1–0 | 1–2 | 0–3 |
| Levante              | 0–1 | 1–2 | 0–1 | 3–1 | 3–1 | 0–0 | 0–1 | 1–0 | 1–1 | 2–0 | —   | 2–1 | 1–1 | 4–2 | 1–0 | 1–1 | 1–1 | 2–4 | 2–0 | 2–1 |
| Mallorca             | 1–0 | 0–0 | 0–2 | 0–4 | 5–1 | 2–1 | 2–0 | 0–1 | 1–2 | 1–1 | 2–0 | —   | 2–2 | 1–2 | 1–0 | 0–1 | 0–2 | 4–1 | 0–1 | 3–1 |
| Osasuna              | 4–2 | 1–2 | 0–5 | 2–2 | 2–1 | 0–0 | 1–0 | 0–0 | 0–3 | 2–1 | 2–0 | 2–2 | —   | 0–0 | 1–4 | 3–4 | 1–1 | 3–1 | 0–0 | 2–1 |
| Betis                | 1–2 | 3–2 | 1–2 | 2–3 | 2–1 | 1–1 | 1–0 | 1–1 | 2–2 | 2–1 | 3–1 | 3–3 | 3–0 | —   | 2–1 | 3–0 | 1–2 | 2–1 | 1–2 | 0–2 |
| Real Madrid          | 2–0 | 0–0 | 1–0 | 2–0 | 2–2 | 3–1 | 2–0 | 1–0 | 4–2 | 5–0 | 3–2 | 2–0 | 2–0 | 0–0 | —   | 3–1 | 2–1 | 3–0 | 1–1 | 2–1 |
| Real Sociedad        | 3–0 | 2–1 | 2–0 | 2–2 | 0–1 | 4–1 | 2–1 | 1–2 | 2–3 | 1–1 | 1–2 | 3–0 | 1–1 | 3–1 | 1–2 | —   | 0–0 | 3–0 | 1–0 | 1–2 |
| Sevilla              | 1–1 | 1–1 | 1–1 | 0–0 | 1–1 | 1–0 | 2–2 | 2–0 | 2–0 | 1–0 | 1–0 | 2–0 | 3–2 | 2–0 | 0–1 | 3–2 | —   | 1–0 | 1–1 | 1–2 |
| Valencia             | 2–1 | 0–2 | 2–2 | 2–0 | 1–0 | 1–0 | 1–0 | 3–3 | 2–0 | 1–1 | 1–1 | 2–0 | 2–0 | 2–1 | 1–1 | 1–1 | 1–1 | —   | 2–1 | 2–1 |
| Valladolid           | 1–0 | 1–4 | 0–0 | 0–1 | 0–0 | 2–0 | 2–1 | 1–1 | 1–1 | 2–2 | 0–0 | 3–0 | 1–1 | 2–0 | 0–1 | 0–0 | 0–1 | 1–1 | —   | 1–1 |
| Villarreal           | 4–1 | 0–0 | 0–0 | 1–4 | 1–3 | 4–0 | 1–2 | 1–0 | 4–4 | 1–2 | 2–1 | 1–0 | 3–1 | 5–1 | 2–2 | 1–2 | 2–2 | 2–0 | 2–0 | —   |

## Desempenho por rodada
Clubes que lideraram o campeonato ao final de cada rodada:
| Rodadas | Rodadas | Rodadas | Rodadas | Rodadas | Rodadas | Rodadas | Rodadas | Rodadas | Rodadas | Rodadas | Rodadas | Rodadas | Rodadas | Rodadas | Rodadas | Rodadas | Rodadas | Rodadas | Rodadas | Rodadas | Rodadas | Rodadas | Rodadas | Rodadas | Rodadas | Rodadas | Rodadas | Rodadas | Rodadas | Rodadas | Rodadas | Rodadas | Rodadas | Rodadas | Rodadas | Rodadas | Rodadas |
| ------- | ------- | ------- | ------- | ------- | ------- | ------- | ------- | ------- | ------- | ------- | ------- | ------- | ------- | ------- | ------- | ------- | ------- | ------- | ------- | ------- | ------- | ------- | ------- | ------- | ------- | ------- | ------- | ------- | ------- | ------- | ------- | ------- | ------- | ------- | ------- | ------- | ------- |
| 1       | 2       | 3       | 4       | 5       | 6       | 7       | 8       | 9       | 10      | 11      | 12      | 13      | 14      | 15      | 16      | 17      | 18      | 19      | 20      | 21      | 22      | 23      | 24      | 25      | 26      | 27      | 28      | 29      | 30      | 31      | 32      | 33      | 34      | 35      | 36      | 37      | 38      |
| RMA     | SEV     | ATM     | SEV     | ATH     | RMA     | RMA     | RMA     | BAR     | GRA     | BAR     | BAR     | BAR     | BAR     | BAR     | BAR     | BAR     | BAR     | BAR     | BAR     | RMA     | RMA     | RMA     | RMA     | BAR     | RMA     | BAR     | BAR     | BAR     | RMA     | RMA     | RMA     | RMA     | RMA     | RMA     | RMA     | RMA     | RMA     |

Clubes que ficaram na última posição do campeonato ao final de cada rodada:
| Rodadas | Rodadas | Rodadas | Rodadas | Rodadas | Rodadas | Rodadas | Rodadas | Rodadas | Rodadas | Rodadas | Rodadas | Rodadas | Rodadas | Rodadas | Rodadas | Rodadas | Rodadas | Rodadas | Rodadas | Rodadas | Rodadas | Rodadas | Rodadas | Rodadas | Rodadas | Rodadas | Rodadas | Rodadas | Rodadas | Rodadas | Rodadas | Rodadas | Rodadas | Rodadas | Rodadas | Rodadas | Rodadas |
| ------- | ------- | ------- | ------- | ------- | ------- | ------- | ------- | ------- | ------- | ------- | ------- | ------- | ------- | ------- | ------- | ------- | ------- | ------- | ------- | ------- | ------- | ------- | ------- | ------- | ------- | ------- | ------- | ------- | ------- | ------- | ------- | ------- | ------- | ------- | ------- | ------- | ------- |
| 1       | 2       | 3       | 4       | 5       | 6       | 7       | 8       | 9       | 10      | 11      | 12      | 13      | 14      | 15      | 16      | 17      | 18      | 19      | 20      | 21      | 22      | 23      | 24      | 25      | 26      | 27      | 28      | 29      | 30      | 31      | 32      | 33      | 34      | 35      | 36      | 37      | 38      |
| ESP     | BET     | LEG     | LEG     | LEG     | LEG     | LEG     | LEG     | LEG     | LEG     | LEG     | LEG     | LEG     | LEG     | LEG     | ESP     | ESP     | ESP     | ESP     | ESP     | ESP     | ESP     | ESP     | ESP     | ESP     | ESP     | ESP     | ESP     | LEG     | ESP     | ESP     | ESP     | ESP     | ESP     | ESP     | ESP     | ESP     | ESP     |

## Estatísticas
| Pos. | Jogador       | Equipe             | Gols |
| ---- | ------------- | ------------------ | ---- |
| 1    | Lionel Messi  | Barcelona          | 25   |
| 2    | Karim Benzema | Real Madrid        | 21   |
| 3    | Gerard Moreno | Villarreal         | 18   |
| 4    | Luis Suárez   | Barcelona          | 16   |
| 5    | Raúl García   | Athletic Bilbao    | 15   |
| 6    | Iago Aspas    | Celta de Vigo      | 14   |
| 6    | Lucas Ocampos | Sevilla            | 14   |
| 8    | Ante Budimir  | Mallorca           | 13   |
| 9    | Álvaro Morata | Atlético de Madrid | 12   |

| Pos. | Jogador         | Equipe        | Assists. |
| ---- | --------------- | ------------- | -------- |
| 1    | Lionel Messi    | Barcelona     | 21       |
| 2    | Mikel Oyarzabal | Real Sociedad | 11       |
| 3    | Santi Cazorla   | Villarreal    | 9        |
| 3    | Karim Benzema   | Real Madrid   | 8        |
| 3    | Portu           | Real Sociedad | 8        |
| 3    | Luis Suárez     | Barcelona     | 8        |
| 3    | Roberto Torres  | Osasuna       | 8        |
| 8    | Éver Banega     | Sevilla       | 7        |
| 8    | José Campaña    | Levante       | 7        |
| 8    | Luka Modrić     | Real Madrid   | 7        |
| 8    | Jesús Navas     | Sevilla       | 7        |
| 8    | Fabián Orellana | Eibar         | 7        |
| 8    | Rodrigo         | Valencia      | 7        |

### Hat-tricks
Atualizado em 19 de julho de 2020
| Jogador       | Para      | Contra          | Resultado | Data                    | Ref.   |
| ------------- | --------- | --------------- | --------- | ----------------------- | ------ |
| Lionel Messi  | Barcelona | Celta de Vigo   | 4–1       | 9 de novembro de 2019   | [ 33 ] |
| Lionel Messi  | Barcelona | Mallorca        | 5–2       | 7 de dezembro de 2019   | [ 34 ] |
| Joaquín       | Betis     | Athletic Bilbao | 3–2       | 8 de dezembro de 2019   | [ 35 ] |
| Lionel Messi4 | Barcelona | Eibar           | 5–0       | 22 de fevereiro de 2020 | [ 36 ] |

4 Jogador marcou quatro gols

## Prêmios

### Jogador do mês
| Mês       | Jogador          | Equipe        | Ref.   |
| --------- | ---------------- | ------------- | ------ |
| Setembro  | Martin Ødegaard  | Real Sociedad | [ 37 ] |
| Outubro   | Karl Toko Ekambi | Villarreal    | [ 38 ] |
| Novembro  | Lionel Messi     | Barcelona     | [ 39 ] |
| Dezembro  | Luis Suárez      | Barcelona     | [ 40 ] |
| Janeiro   | Thibaut Courtois | Real Madrid   | [ 41 ] |
| Fevereiro | Lionel Messi     | Barcelona     | [ 42 ] |
| Junho     | Karim Benzema    | Real Madrid   | [ 43 ] |

### Prêmios anuais
| Prêmio                    | Jogador                | Equipe                 | Ref.   |
| ------------------------- | ---------------------- | ---------------------- | ------ |
| Troféu Alfredo Di Stéfano | Karim Benzema          | Real Madrid            | [ 44 ] |
| Troféu Pichichi           | Lionel Messi           | Barcelona              | [ 45 ] |
| Troféu Zarra              | Gerard Moreno          | Villarreal             | [ 46 ] |
| Troféu Miguel Muñoz       | Zinédine Zidane        | Real Madrid            | [ 47 ] |
| Troféu Miguel Muñoz       | Julen Lopetegui        | Sevilla                | [ 48 ] |
| Troféu Zamora             | Thibaut Courtois       | Real Madrid            | [ 49 ] |
| Troféu Guruceta           | Valentín Pizarro Gómez | Valentín Pizarro Gómez | [ 50 ] |